# Climacia doradensis
Climacia doradensis är en insektsart som beskrevs av Oliver S. Flint Jr. 1998. Climacia doradensis ingår i släktet Climacia och familjen svampdjurssländor. Inga underarter finns listade i Catalogue of Life.